# Green (Oregon)
Green és una concentració de població designada pel cens dels Estats Units a l'estat d'Oregon. Segons el cens del 2000 tenia 6.174 habitants.

## Demografia
Segons el cens del 2000, Green tenia 6.174 habitants, 2.197 habitatges, i 1.718 famílies. La densitat de població era de 523,9 habitants per km².
Dels 2.197 habitatges en un 39,5% hi vivien nens de menys de 18 anys, en un 59,7% hi vivien parelles casades, en un 13,5% dones solteres, i en un 21,8% no eren unitats familiars. En el 17,9% dels habitatges hi vivien persones soles el 6,4% de les quals corresponia a persones de 65 anys o més que vivien soles. El nombre mitjà de persones vivint en cada habitatge era de 2,79 i el nombre mitjà de persones que vivien en cada família era de 3,08.
Per edats la població es repartia de la següent manera: un 30,3% tenia menys de 18 anys, un 8,1% entre 18 i 24, un 30,2% entre 25 i 44, un 20,9% de 45 a 60 i un 10,5% 65 anys o més.
L'edat mediana era de 33 anys. Per cada 100 dones de 18 o més anys hi havia 90,6 homes.
La renda mediana per habitatge era de 35.660 $ i la renda mediana per família de 40.400 $. Els homes tenien una renda mediana de 31.582 $ mentre que les dones 21.984 $. La renda per capita de la població era de 15.208 $. Aproximadament el 10,2% de les famílies i el 12% de la població estaven per davall del llindar de pobresa.

## Poblacions més properes
El següent diagrama mostra les poblacions més properes.